# Dayana Kirillova
 (décembre 2018).
Si vous disposez d'ouvrages ou d'articles de référence ou si vous connaissez des sites web de qualité traitant du thème abordé ici, merci de compléter l'article en donnant les références utiles à sa vérifiabilité et en les liant à la section « Notes et références ».
Dayana Kirillova (Kazan, 16 avril 2002) est une chanteuse russe. Elle a participé au Slavianski bazar de Vitebsk ainsi qu'au Concours Eurovision de la chanson junior 2013.